# Veliko Trgovišće
Veliko Trgovišće je vesnice a správní středisko stejnojmenné opčiny v Chorvatsku v Krapinsko-zagorské župě. Nachází se asi 5 km jihozápadně od Zaboku a asi 22 km jihozápadně od Krapiny. V roce 2011 žilo ve Velikém Trgovišći 1 250 obyvatel, v celé opčině pak 4 945 obyvatel.
Do teritoriální reorganizace v roce 2010 bylo Veliko Trgovišće součástí opčiny města Zabok.
Součástí opčiny je celkem patnáct trvale obydlených vesnic. Dříve byla součástí opčiny i vesnice Hum, která později zanikla a stala se součástí vesnice Velika Erpenja.
- Bezavina – 108 obyvatel
- Domahovo – 385 obyvatel
- Družilovec – 472 obyvatel
- Dubrovčan – 807 obyvatel
- Jalšje – 367 obyvatel
- Jezero Klanječko – 225 obyvatel
- Mrzlo Polje – 215 obyvatel
- Požarkovec – 112 obyvatel
- Ravnice – 316 obyvatel
- Strmec – 167 obyvatel
- Turnišće Klanječko – 50 obyvatel
- Velika Erpenja – 111 obyvatel
- Veliko Trgovišće – 1 250 obyvatel
- Vilanci – 123 obyvatel
- Vižovlje – 237 obyvatel

Opčinou procházejí státní silnice D205 a D507 a župní silnice Ž2188, Ž2191, Ž2192, Ž2195 a Ž2217. Těsně kolem opčiny též prochází dálnice A2. Protéká zde řeka Krapina a potok Horvatska, který je jejím pravostranným přítokem.
Narodil se zde bývalý chorvatský prezident Franjo Tuđman.